# Alejandro Reyes (Fußballspieler)
Alejandro Reyes, vollständiger Name Alejandro Cléber Reyes Sosa, (* 1. Januar 1984  in Canelones) ist ein ehemaliger uruguayischer Fußballspieler.

## Karriere
Der 1,77 Meter große Defensiv- und Mittelfeldakteur „Oveja“ Reyes debütierte 2003 bei Juventud im Profifußball. Von 2004 bis 2007 spielte er für Peñarol Montevideo. In der Clausura 2007 kam er bei den "Aurinegros" einmal in der Primera División zum Einsatz. Ein Tor schoss er dabei nicht. Es folgte eine Station ebenfalls im Jahr 2007 bei Boston River. In der Clausura 2008 stehen 14 Erstligaeinsätze (ein Tor), in der Spielzeit 2008/09 25 Spiele in der höchsten uruguayischen Spielklasse und zwei Treffer für Reyes beim Club Atlético Bella Vista zu Buche. In der Saison 2009/10 lief er 16-mal (ein Tor) in der Primera División, einmal (kein Tor) in der Liguilla Pre-Libertadores 2009 und dreimal (kein Tor) in der Copa Libertadores für den Racing Club aus Montevideo auf. Andere Quellen schreiben ihm in jener Saison 17 Erstligaeinsätze und vier absolvierte Partien in der Copa Libertadores zu. Mitte 2010 schloss er sich dem argentinischen Klub Deportivo Armenio an. In der Spielzeit 2011/12 schoss er zwei Saisontore. Im Juli 2012 kehrte er von dort zum uruguayischen Erstligisten Juventud, dem Ausgangspunkt seiner Profikarriere, zurück. Für die Saison 2012/13 weist die Statistik 25 Erstligaspiele und ein Ligator für Reyes aus. In der darauffolgenden Spielzeit bestritt er 24 Erstligapartien und traf ebenfalls einmal ins gegnerische Tor. In der Spielzeit 2014/15 wurde er beim Klub aus Las Piedras 28-mal (ein Tor) in der höchsten uruguayischen Spielklasse eingesetzt. Während der Spielzeit 2015/16 absolvierte er 21 Erstligaspiele (kein Tor) und vier Begegnungen (kein Tor) in der Copa Sudamericana 2015. In der Saison 2016 lief er elfmal (kein Tor) in der Primera División auf. Bei Juventud spielte er noch bis 2018 und wechselte für sein letztes Karrierejahr zu Sud América.